# انتخابات بعدی مجلس ارمنستان
انتظار می رود که انتخابات پارلمانی بعدی تا سال ۲۰۲۶ در ارمنستان برگزار شود.

## نظام انتخاباتی
اعضای مجلس ملی تک مجلسی از طریق نمایندگی نسبی در فهرست حزبی انتخاب می شوند. تعداد صندلی ها حداقل ۱۰۱ است و در صورت نیاز به تخصیص صندلی های اضافی افزایش می یابد. کرسی ها با استفاده از روش d'Hondt با آستانه انتخاباتی ۵ درصد برای احزاب و ۷ درصد برای ائتلاف های چند حزبی تخصیص می یابد. با این حال، بدون توجه به عملکرد سومین حزب یا ائتلاف، حداقل سه گروه سیاسی وارد پارلمان خواهند شد.
کرسی ها به احزاب با استفاده از سهم ملی خود در آرا اختصاص داده می شود. چهار کرسی به اقلیت‌های ملی (آشوری‌ها، کردها، روس‌ها و ایزدی‌ها) اختصاص دارد و احزاب فهرست‌های جداگانه‌ای برای این چهار گروه دارند. یک سهمیه جنسیتی مستلزم آن است که هر بخش بالای لیست حزب شامل حداقل ۳۳ درصد نامزدهای هر جنسیت باشد.
اگر حزبی اکثریت آرا را به دست آورد اما کمتر از ۵۴ درصد از کرسی ها را به دست آورد، کرسی های بیشتری به آنها تعلق می گیرد تا ۵۴ درصد از کل کرسی ها را به خود اختصاص دهند. اگر یک حزب بیش از دو سوم کرسی ها را به دست آورد، به احزاب بازنده که از آستانه عبور کرده اند کرسی های اضافی داده می شود که سهم کرسی های حزب برنده را به دو سوم کاهش می دهد. اگر تا شش روز پس از انتشار نتایج اولیه، دولت تشکیل نشود، دور دوم دور دوم بین دو حزب برتر باید در روز بیست و هشتم برگزار شود. به حزبی که در دور دوم پیروز می‌شود، کرسی‌های اضافی لازم برای اکثریت ۵۴ درصد داده می‌شود و تمام کرسی‌های تخصیص یافته در دور اول حفظ می‌شود.